# Донське (Березівський район)
Донське́ — село Березівської міської громади у Березівському районі Одеської області в Україні. Населення становить 124 осіб.

## Історія
Під час Голодомору 1932—1933 років помер щонайменше 1 житель села.

## Населення
Згідно з переписом 1989 року населення села становило 130 осіб, з яких 67 чоловіків та 63 жінки.
За переписом населення 2001 року в селі мешкали 124 особи.

### Мова
Розподіл населення за рідною мовою за даними перепису 2001 року:
| Мова       | Чисельність | Відсоток |
| ---------- | ----------- | -------- |
| українська | 120         | 96,76%   |
| російська  | 1           | 0,81%    |
| румунська  | 1           | 0,81%    |
| білоруська | 1           | 0,81%    |
| німецька   | 1           | 0,81%    |
| Усього     | 124         | 100%     |

Розподіл населення за рідною мовою за даними перепису 2001 року:
| Мова       | Відсоток |
| ---------- | -------- |
| українська | 96,77 %  |
| російська  | 0,81 %   |
| білоруська | 0,81 %   |
| румунська  | 0,81 %   |
| німецька   | 0,81 %   |

## Відомі люди
- Гокера Марія Григорівна (* 1958) — українська радянська діячка, трактористка колгоспу. Депутат Верховної Ради УРСР 11-го скликання.